# 서생 이길봉수대
서생 이길봉수대(西生 爾吉烽燧坮)는 울산광역시 울주군 서생면에 있는 봉수대이다. 1998년 10월 19일 울산광역시의 기념물 제15호로 지정되었다.

## 현지 안내문
봉수는 과거 통신수단이 발달하지 못하였던 시대의 군사통신제도이다. 조망이 양호한 산정에서 밤에는 횃불로, 낮에는 연기로 국경과 해안의 안위를 중앙에 알리기 위한 목적으로 설치되었다.
봉수제가 성립된 것은 1149년(고려 의종 3)으로, 1급에서 4급의 봉수 거화수(炬火數)를 규정하고, 봉수군의 생활대책을 마련해 주었다. 조선 세종대에 이르러 그 체제가 정비되었다. 5거 거화수 등 관계 규식 마련, 각 도 연변의 연대(烟臺) 축조, 봉수선로 획정 등을 통해 그 면모를 새롭게 하였다. 각 봉수에는 오장(伍長)과 봉수군(烽燧軍)이 교대로 근무하면서, 평상시에는 한 홰[烽], 적이 나타나면 두 홰, 적이 국경에 접근하면 세 홰, 적이 국경을 넘어오면 네 홰, 적과 접전하면 다섯 홰의 봉수를 올리도록 하였다. 1894년(고종 31)에 전보통신이 보급되면서 폐지가 결정되었고, 다음해 각처 봉대와 봉수군을 폐지함으로서 모든 봉수제는 폐지되었다.
봉수는 성격에 따라 경봉수(京烽燧)․내지봉수(內地烽燧)․연변봉수(沿邊烽燧)로 구분된다. 경봉수는 전국의 모든 봉수가 집결하였던 중앙봉수로서 서울 목멱산(木覓山)에 위치하여 목멱산봉수 또는 남산봉수라고 불렀다. 연변봉수는 해륙 변경(海陸邊境)의 제1선에 설치하여 연대라 하였으며, 내지봉수는 연변봉수와 경봉수를 연결하는 중간봉수로서 수적으로 다수였다.
서생면 나사리 봉대산(해발121m) 정상에 위치한 이길봉수대는 남서쪽으로는 아이봉수대에서 봉수를 받아 하산봉수대로 신호를 보내었다. 대응 봉수노선의 거리는 남서쪽 아이봉수와 5.8㎞, 북쪽 하산봉수와 4.2㎞이다. 봉수대의 중심시설인 연대는 원형에 가까우며, 하부 둘레가 30m 정도로 현재 북쪽부분이 많이 허물어진 상태이나 남쪽부분은 비교적 잘 남아있다. 연대주변에는 남쪽을 제외하고 방어용 호(濠)의 시설이 있으며 그 폭은 3m 내외이다. 호의 안쪽으로 일부 석축을 한 구간도 확인이 되며, 이는 봉수대를 외적이나 야생 짐승으로부터 보호하기 위한 시설로 추정된다.

## 같이 보기
- 기장 아이봉수대 - 부산광역시 기념물 제38호
- 하산봉수대 - 울산광역시 기념물 제36호

## 참고 자료
- 서생 이길봉수대 - 국가유산청 국가유산포털